# Parti populaire (Tonga)
Pour les articles homonymes, voir Parti populaire.
Le Parti populaire (TPPI) est un parti politique tongien fondé en 2019 par la nouvelle majorité parlementaire.

## Histoire
Le Parti démocrate (PDIA) est le principal parti politique du pays. Aux élections de 2017, il remporte quatorze des six-sept sièges alloués aux roturiers, et est le seul parti représenté à l'Assemblée, les trois autres sièges étant remportés par des candidats sans étiquette. ʻAkilisi Pohiva (PDIA), dirigeant historique du mouvement de campagne pour la démocratie, est Premier ministre de 2014 jusqu'à sa mort en septembre 2019. 
À la suite de sa mort et en l'anticipation de l'élection d'un nouveau Premier ministre par l'Assemblée, le ministre des Finances Pohiva Tuʻiʻonetoa quitte les bancs de la majorité, annonce la création du Parti populaire et rejoint l'opposition parlementaire, composée de représentants de la noblesse et des députés conservateurs sans étiquette. Il est rejoint par trois autres députés qui quittent les démocrates, dont le ministre de la Justice Sione Faʻotusia. Le 27 septembre, Pohiva Tuʻiʻonetoa est élu Premier ministre. Semisi Sika, le chef de file des démocrates, devient de fait le chef de l'opposition parlementaire. Pohiva Tuʻiʻonetoa forme un gouvernement et une majorité parlementaires constitués de huit députés roturiers et des neuf élus de la noblesse. Ces dix-sept parlementaires constituent les fondateurs du Parti populaire,,. 
Durant la campagne des élections de novembre 2021, le journaliste Kalafi Moala note toutefois qu'« en réalité il semble que le parti n'existe que sur papier », le Premier ministre Tuʻiʻonetoa n'y faisant notamment aucune référence.

## Principes et propositions
Définissant ses principes fondamentaux comme étant « amour, respect, humilité et gratitude », le parti propose de réserver certains secteurs d'activité du secteur privé aux citoyens tongiens (par opposition aux étrangers), de rendre intégralement gratuit l'accès à l'éducation et de doubler les salaires des enseignants, des médecins et infirmiers du public.

## Résultats électoraux
| Élection | Chef               | Votes | % | Rang | Sièges | +/– | Gouvernement |
| -------- | ------------------ | ----- | - | ---- | ------ | --- | ------------ |
| 2021     | Pohiva Tuʻiʻonetoa |       |   |      | / 26   | Nv  |              |